# نادي فريبيرغ
نادي فريبيرغ هو نادي كرة قدم ألماني أٌسس عام 1897.